# 14 de julho
14 de julho é o 195.º dia do ano no calendário gregoriano (196.º em anos bissextos). Faltam 170 dias para acabar o ano.

## Eventos históricos

1789: Tomada da Bastilha

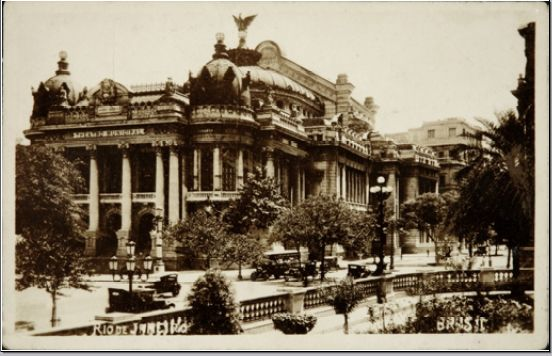
1909: Inauguração do Teatro Municipal do Rio de Janeiro

- 0756 — Rebelião de An Lushan: o imperador Xuanzong de Tang foge da capital Changan enquanto as forças de An Lushan avançam em direção à cidade.
- 0982 — O imperador Otão II e seu exército franco são derrotados pelo exército muçulmano de al-Qasim no Cabo Colonna, sul da Itália.
- 1223 — Luís VIII torna-se rei da França após a morte de seu pai, Filipe II.[1]
- 1420 — Batalha de Vítkov, vitória decisiva das forças hussitas tchecas comandadas por Jan Žižka contra o exército cruzado liderado por Sigismundo do Sacro Império Romano-Germânico.
- 1430 — Joana d'Arc, capturada pelos borgonheses em maio, é entregue a Pierre Cauchon, bispo de Beauvais.[2]
- 1570 — O papa São Pio V publica o Missal Romano do Concílio de Trento (a Missa tridentina) com a bula pontifícia Quo Primum Tempore.
- 1596 — Guerra Anglo-Espanhola: tropas inglesas e holandesas saqueiam a cidade espanhola de Cádiz antes de partir no dia seguinte.[3]
- 1769 — Uma expedição liderada por Gaspar de Portolá deixa sua base na Califórnia e parte em busca do Porto de Monterey (atual Monterey, Califórnia).[4]
- 1789 — Início da Revolução Francesa: parisienses tomam a Bastilha, a prisão do regime monárquico, e libertam sete prisioneiros políticos, iniciando a queda do poder absoluto de Luís XVI na França.
- 1790 — Revolução Francesa: os cidadãos de Paris celebram a unidade do povo francês e a reconciliação nacional na Fête de la Fédération.
- 1791 — Distúrbios de Priestley dirigidos a Joseph Priestley, um defensor da Revolução Francesa, em Birmingham, Inglaterra.
- 1808 — Guerra finlandesa: a Batalha de Lapua foi travada.[5]
- 1820 — Inaugurada a Bolsa de Valores do Rio de Janeiro (BVRJ) foi uma das bolsas em atividade no Brasil, hoje inativa.
- 1822 — O governo imperial brasileiro proíbe desembarque de tropas portuguesas, no Brasil.
- 1881 — O bandido norte-americano Billy the Kid é baleado e morto pelo xerife Pat Garrett em Fort Sumner, Novo México.[6]
- 1899 — Luiz Galvez declara a independência da República do Acre em relação a Bolívia.
- 1900 — Os exércitos da Aliança das Oito Nações capturam Tientsin durante a Rebelião dos Boxers.[7]
- 1902 — O explorador e fazendeiro peruano Agustín Lizárraga descobre Machu Picchu, a "Cidade Perdida dos Incas".
- 1902 — O Campanário na Praça de São Marcos, Veneza desaba.[8]
- 1909 — Inauguração do Theatro Municipal do Rio de Janeiro.
- 1914 — O Governo do Estado de São Paulo, cria a Bolsa do Café na cidade de Santos.
- 1915 — Início da Correspondência Huceine-McMahon entre Hussein bin Ali, Sharif de Meca e o oficial britânico Henry McMahon sobre a Revolta Árabe contra o Império Otomano.
- 1916 — Batalha de Delville Wood começa como uma ação dentro da Batalha do Somme, durando até 3 de setembro de 1916.
- 1933
  - Gleichschaltung: na Alemanha, todos os partidos políticos são proibidos, exceto o Partido Nazista.
  - O programa de eugenia nazista começa com a proclamação da Lei para a Prevenção da Descendência Hereditariamente Doente, exigindo a esterilização compulsória de qualquer cidadão que sofra de supostos distúrbios genéticos.[9]
- 1950 — Guerra da Coreia: início da Batalha de Taejon.[10]
- 1951 — A Ferrari conquista sua primeira vitória no Grande Prêmio de Fórmula 1 no GP de Silverstone.[11]
- 1957 — Rawya Ateya assume seu assento na Assembleia Nacional do Egito, tornando-se assim a primeira mulher parlamentar no mundo árabe.
- 1958 — Revolução de 14 de Julho: no Iraque, a monarquia é derrubada pelas forças populares lideradas por Abd al-Karim Qasim, que se torna o novo líder da nação.
- 1960 — O voo 1-11 da Northwest Orient Airlines cai na Ilha Polillo, nas Filipinas, matando uma pessoa e ferindo 44.[12]
- 1965 — O satélite americano Mariner 4 é o primeiro a mandar para a Terra fotografias do planeta Marte.
- 1969 — Guerra do Futebol: depois que Honduras perde uma partida de futebol contra El Salvador, surgem revoltas em Honduras contra trabalhadores migrantes salvadorenhos.
- 1983 — Mario Bros. é lançado no Japão, dando início à popular franquia Super Mario Bros.[13]
- 1995 — Lançamento do formato de áudio mp3.
- 2002 — O presidente francês Jacques Chirac escapa de uma tentativa de assassinato durante um desfile do Dia da Bastilha na Champs-Élysées.[14]
- 2015 — Sonda espacial New Horizons sobrevoa Plutão após nove anos e meio de missão no espaço.
- 2016 — Um ataque terrorista em Nice, na França, mata 86 civis e fere mais de 400 pessoas.

## Nascimentos

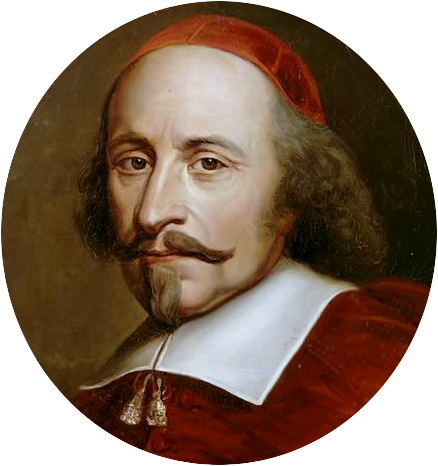
Jules Mazarin

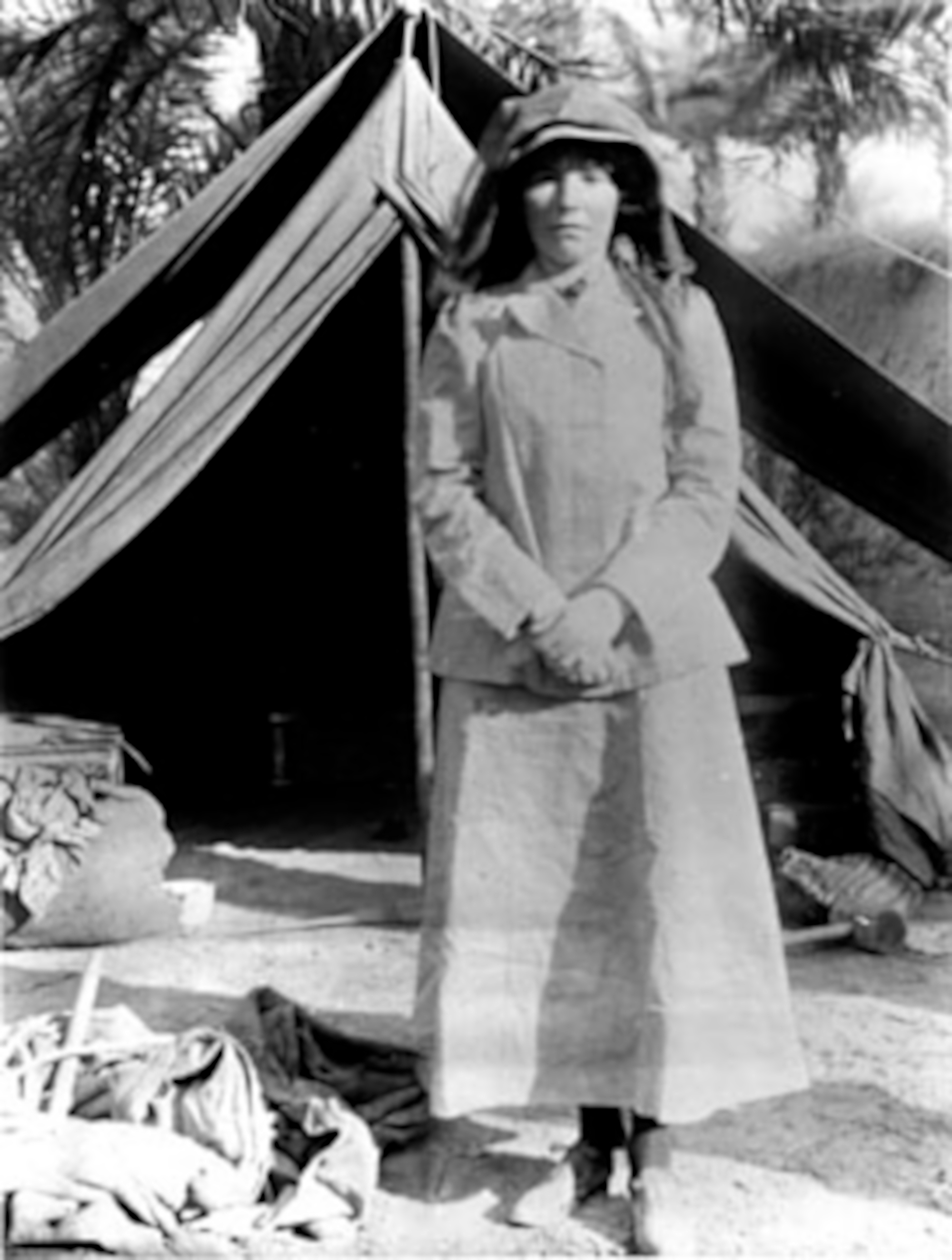
Gertrude Bell

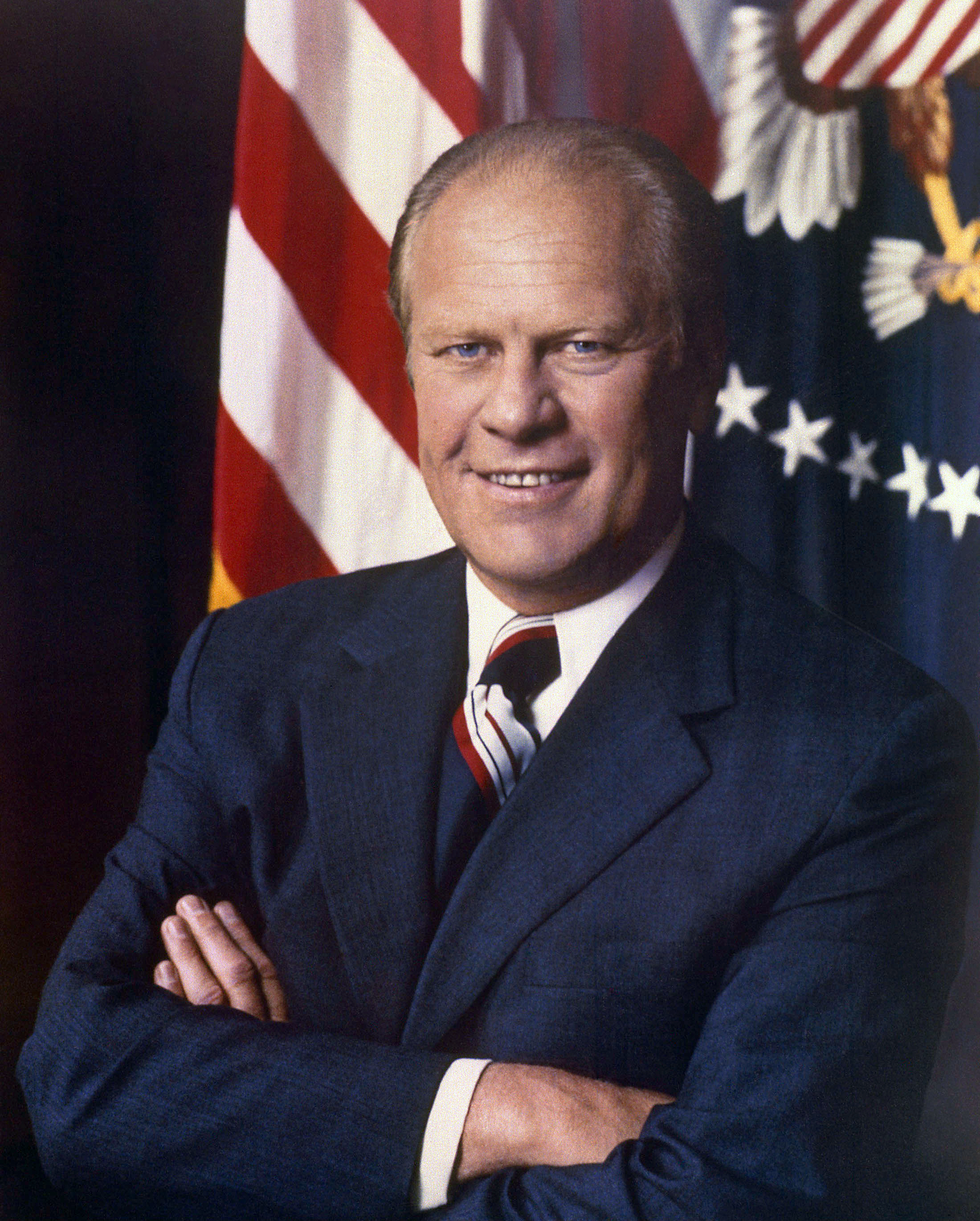
Gerald Ford

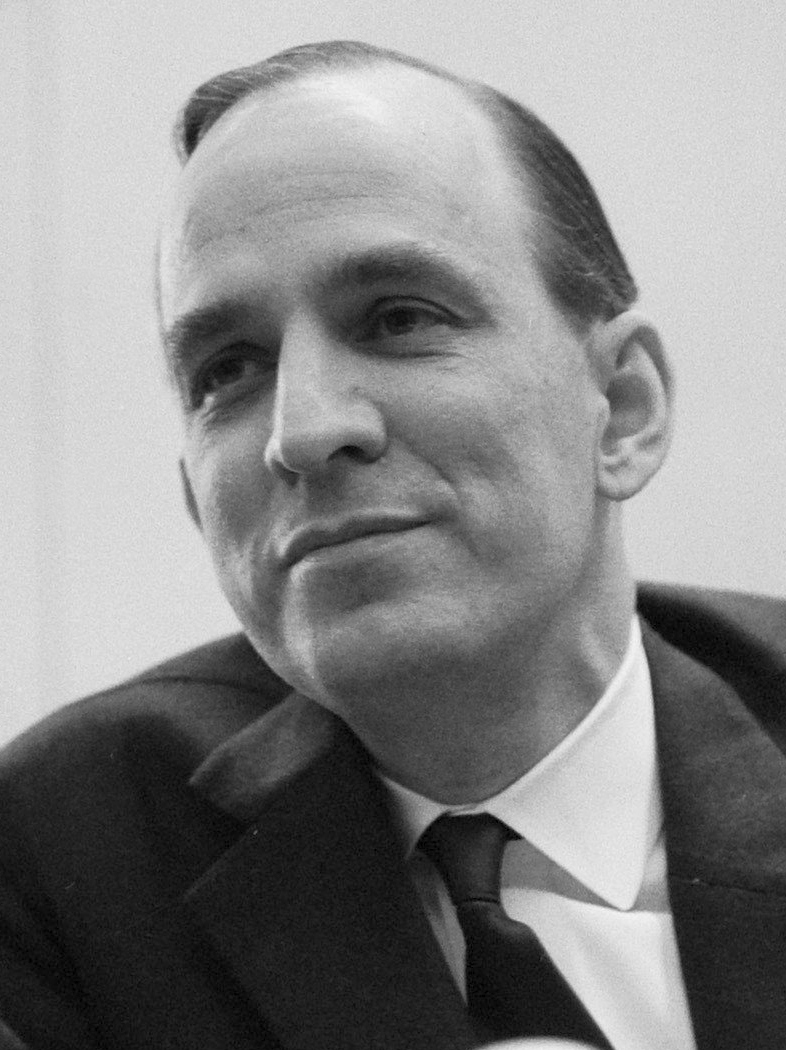
Ingmar Bergman

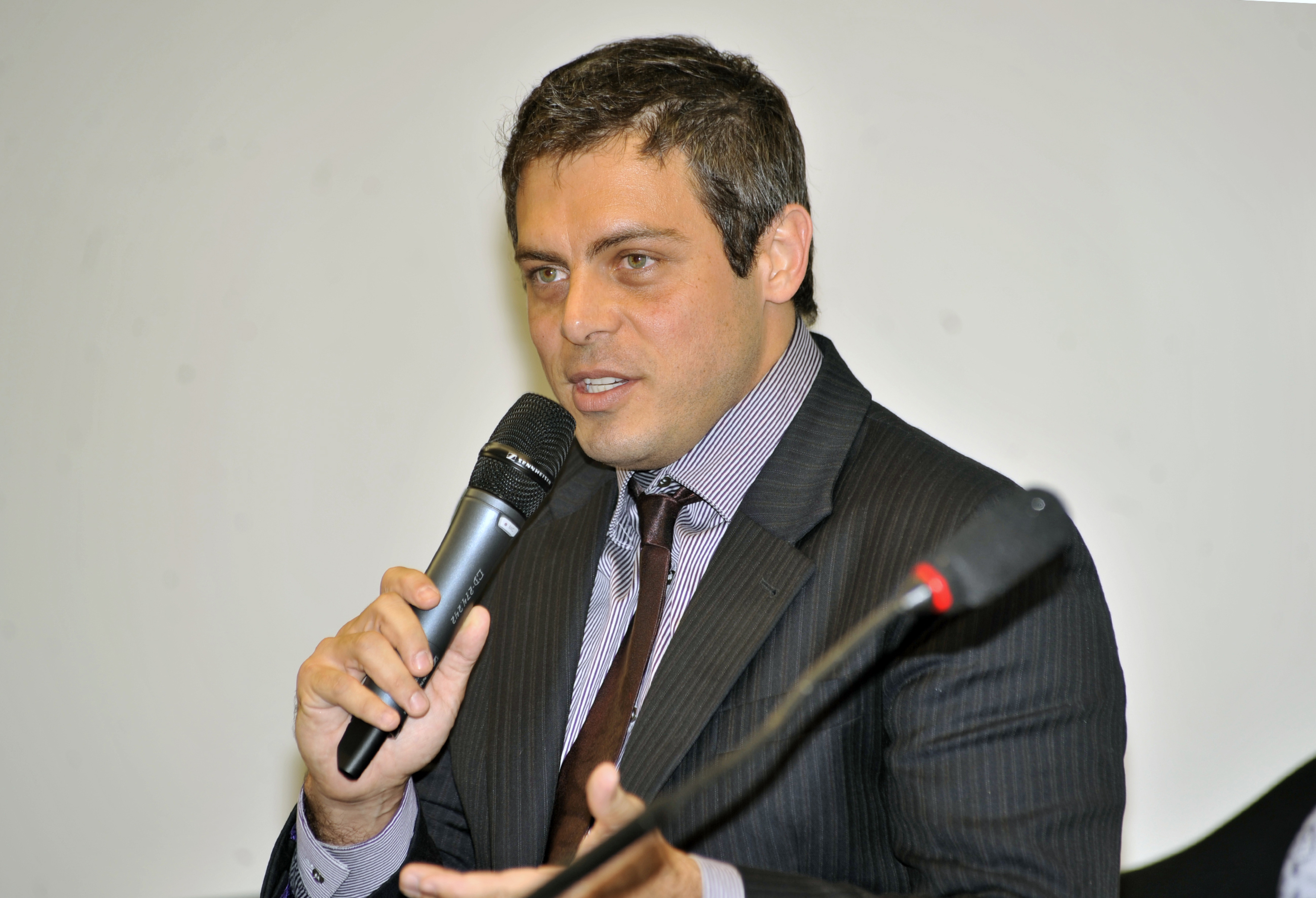
Luigi Baricelli

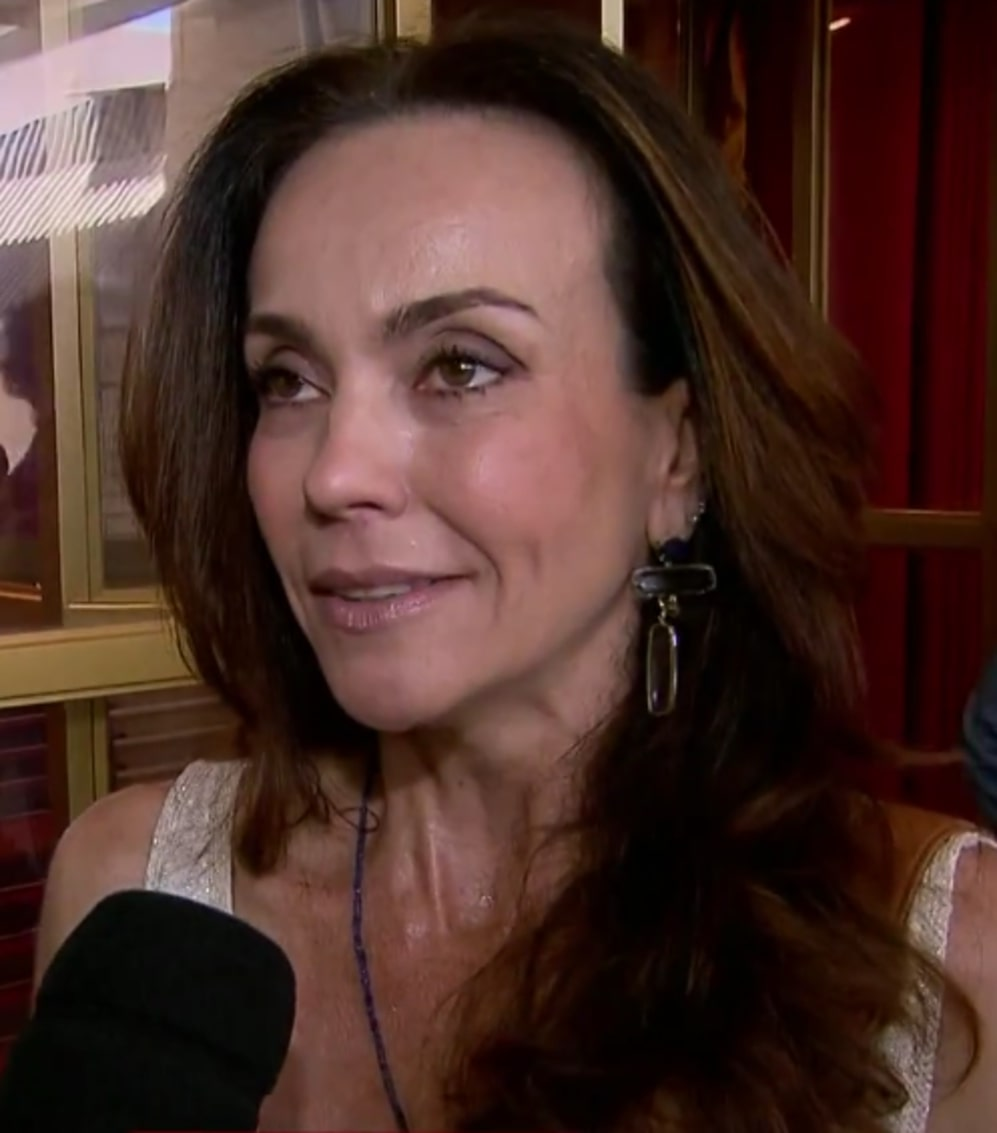
Flávia Monteiro

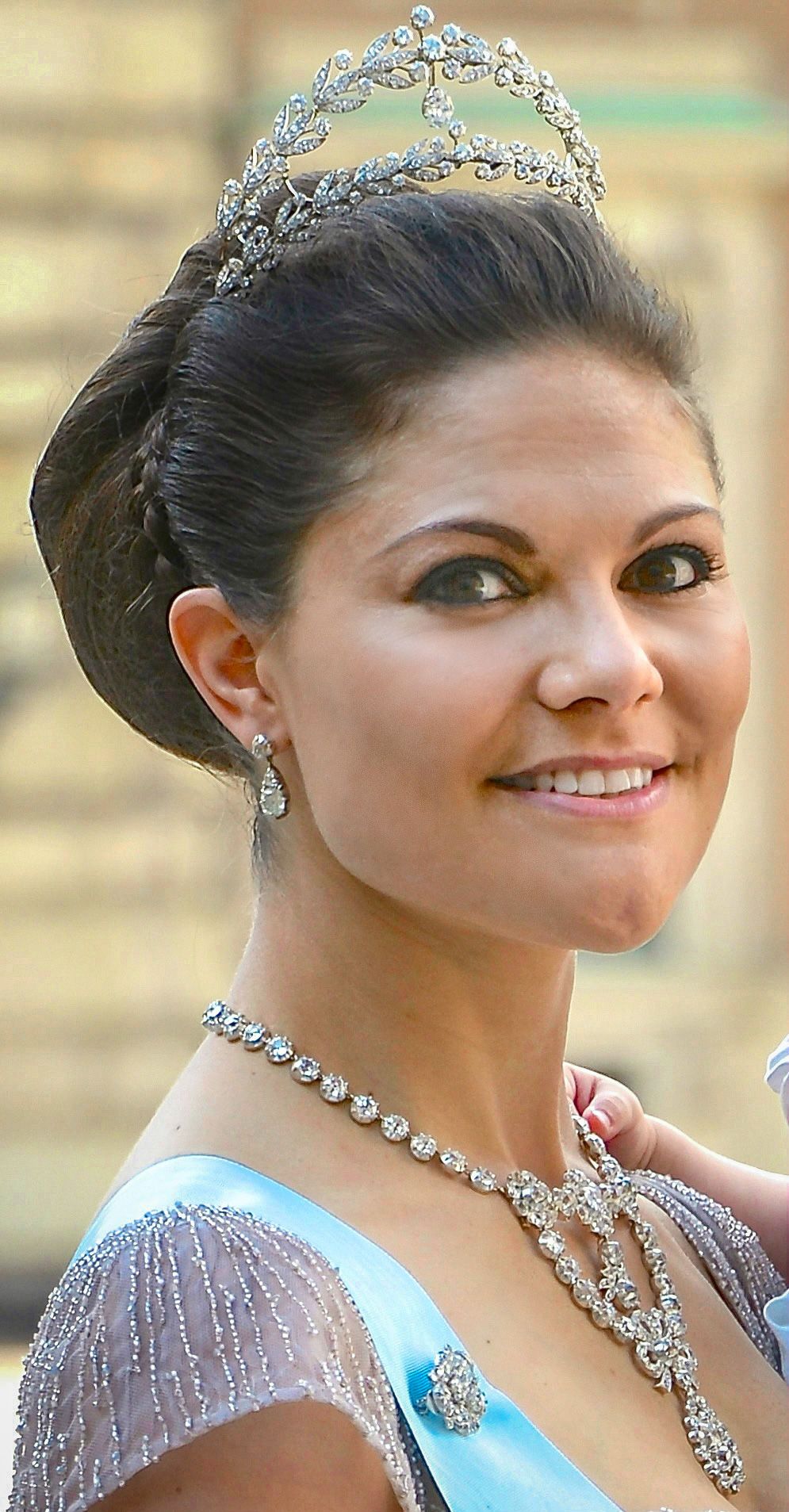
Vitória, Princesa Herdeira da Suécia

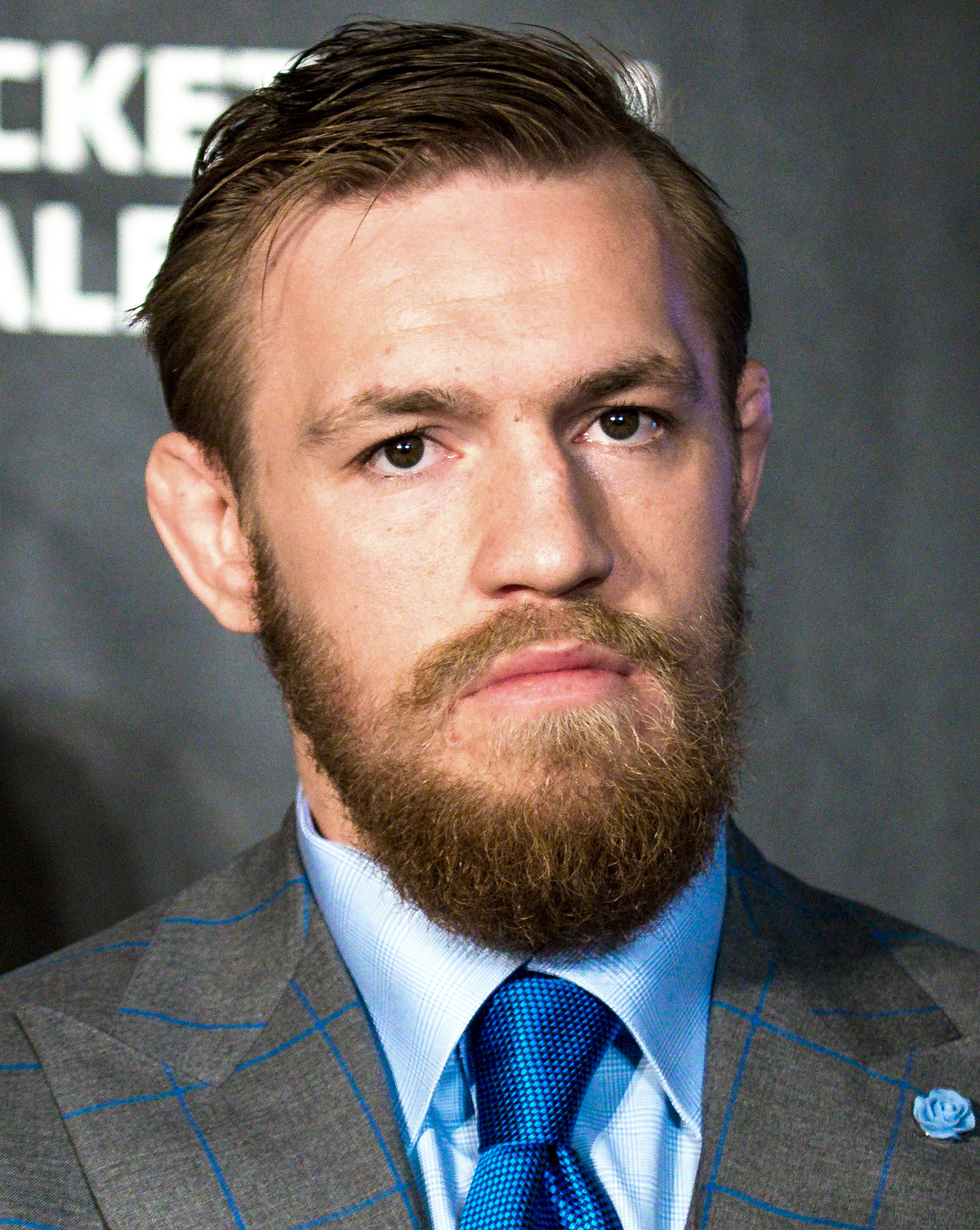
Conor McGregor

### Anteriores ao século XIX
- 0926 — Murakami, imperador do Japão (m. 967).
- 1448 — Filipe, Eleitor Palatino (m. 1508).
- 1454 — Poliziano, humanista italiano (m. 1494).
- 1515 — Filipe I, Duque da Pomerânia (m. 1560).
- 1575 — Augusto, Príncipe de Anhalt-Plötzkau (m. 1653).
- 1602 — Jules Mazarin, cardeal e estadista francês (m. 1661).
- 1610 — Fernando II de Médici, Grão-Duque da Toscana (m. 1670).
- 1658 — Camillo Rusconi, escultor italiano (m. 1728).
- 1771 — Karl Asmund Rudolphi, zoólogo alemão (m. 1832).
- 1793 — George Green, matemático e físico britânico (m. 1841).
- 1800 — Jean-Baptiste Dumas, químico e político francês (m. 1884).

### Século XIX
- 1801 — Johannes Peter Müller, fisiologista alemão (m 1858).
- 1812 — Buenaventura Báez, político dominicano (m. 1884).
- 1816 — Arthur de Gobineau, filósofo francês (m. 1882).
- 1817 — Maria Teresa de Áustria-Este (m. 1886).
- 1832 — Lucien Quélet, naturalista e micologista francês (m. 1899).
- 1843 — Valentine Ball, geólogo, ornitólogo e antropólogo irlandês (m. 1884).
- 1852 — James Dwight, tenista estadunidense (m. 1917).
- 1854 — Dave Rudabaugh, criminoso estadunidense (m. 1886).
- 1862
  - Florence Bascom, geóloga estadunidense (m. 1945).
  - Gustav Klimt, pintor e artista gráfico austríaco (m. 1918).
- 1866
  - Miguel Ventura Terra, arquiteto português (m. 1919).
  - Milica do Montenegro (m. 1951).
- 1868 — Gertrude Bell, escritora e historiadora de viagens britânica (m. 1926).
- 1874 — Abbas II do Egito (m. 1944).
- 1882 — Abraham Zevi Idelsohn, musicista e etnólogo letão (m. 1938).
- 1884 — Adalberto da Prússia (m. 1948).
- 1885 — Sisavang Vong, rei do Laos (m. 1959).
- 1886 — Ernst Nobs, político suíço (m. 1957).
- 1887 — Roberto Macedo, escritor e poeta português (m. 1977).
- 1888 — Jacques de Lacretelle, escritor francês (m. 1985).
- 1889 — Ante Pavelić, líder fascista croata (m. 1959).
- 1891
  - Ismael Gomes Braga, dicionarista, esperantista e espírita brasileiro (m. 1969).
  - Werner Rittberger, patinador artístico alemão (m. 1975).
  - Fritz Kampers, ator alemão (m. 1950).
- 1893 — Dave Fleischer, diretor de animação, cineasta e produtor de filmes estadunidense (m. 1979).
- 1895 — Richard Walther Darré, militar alemão (m. 1953).
- 1896 — Buenaventura Durruti, líder anarquista espanhol (m. 1936).
- 1897 — Plaek Pibulsonggram, militar e político tailandês (m. 1964).

### Século XX

#### 1901–1950
- 1901 — George Tobias, ator estadunidense (m. 1980).
- 1902 — Moderato Wisintainer, futebolista brasileiro (m. 1986).
- 1905
  - Ernâni do Amaral Peixoto, militar e político brasileiro (m. 1989).
  - Laurence Chisholm Young, matemático alemão (m. 2000).
- 1907 — Chico Landi, automobilista brasileiro (m. 1989).
- 1908 — George Sherman, cineasta estadunidense (m. 1991).
- 1910
  - William Hanna, produtor de animação estadunidense (m. 2001).
  - Paul Chocque, ciclista francês (m. 1949).
- 1912
  - Northrop Frye, crítico literário canadense (m. 1991).
  - Woody Guthrie, músico estadunidense (m. 1967).
  - Henry Wellesley, 6.º Duque de Wellington (m. 1943).
- 1913 — Gerald Ford, político estadunidense (m. 2006).
- 1916 — André Franco Montoro, político brasileiro (m. 1999).
- 1917
  - Arthur Laurents, escritor, roteirista, produtor e diretor artístico estadunidense (m. 2011).
  - Petro Oros, bispo húngaro (m. 1953).
- 1918
  - Ingmar Bergman, cineasta sueco (m. 2007).
  - Egmont zur Lippe-Weissenfeld, aviador alemão (m. 1944).
- 1919 — Lino Ventura, ator franco-italiano (m. 1987).
- 1921
  - Geoffrey Wilkinson, químico britânico (m. 2006).
  - Sixto Durán Ballén, político e arquiteto equatoriano (m. 2016).
- 1922 — Robin Olds, aviador norte-americano (m. 2007).
- 1923
  - António Quadros, escritor português (m. 1993).
  - Dale Robertson, ator estadunidense (m. 2013).
- 1924 — James Whyte Black, cientista britânico (m. 2010).
- 1926
  - Wallace Diestelmeyer, patinador artístico canadense (m. 1999).
  - Harry Dean Stanton, ator estadunidense (m. 2017).
- 1928
  - Boris Kuznetsov, futebolista russo (m. 1999).
  - Nancy Olson, atriz americana.
- 1930 — Polly Bergen, atriz estadunidense (m. 2014).
- 1931 — Rogério Cezar de Cerqueira Leite, físico e engenheiro brasileiro (m. 2024).
- 1932
  - Anatoli Isayev, futebolista russo (m. 2016).
  - Del Reeves, cantor e compositor estadunidense (m. 2007).
- 1933 — Francisco, duque da Baviera.
- 1934
  - Silvio Luiz, locutor esportivo, apresentador, árbitro de futebol e ator brasileiro (m. 2024).
  - Gotlib, desenhista francês (m. 2016).
- 1935
  - Ei-ichi Negishi, químico japonês (m. 2021).
  - Odelair Rodrigues, atriz brasileira (m. 2003).
  - Svend Aage Rask, futebolista dinamarquês (m. 2020).
- 1936
  - Walter Clark, diretor de TV brasileiro (m. 1997).
  - Márcio Moreira Alves, político e jornalista brasileiro (m. 2009).
- 1937 — Yoshiro Mori, político japonês.
- 1938
  - Moshe Safdie, arquiteto israelense.
  - Jerry Rubin, ativista social e político estadunidense (m. 1994).
- 1939
  - Carlos Leite, humorista brasileiro (m. 1991).
  - Sid Haig, ator estadunidense (m. 2019).
  - Karel Gott, cantor e ator tcheco (m. 2019).
- 1942 — Javier Solana, político espanhol.
- 1944
  - Georgi Popov, futebolista búlgaro (m. 2024).
  - Sheldon Brown, mecânico de bicicletas norte-americano (m. 2008).
- 1945 — Pablo Forlán, ex-futebolista uruguaio.
- 1946 — Vincent Pastore, ator estadunidense.
- 1947
  - Navin Ramgoolam, político mauriciano.
  - Xavier Darcos, político francês.
- 1948 — Berhaneyesus Souraphiel, cardeal etíope.
- 1949 — Tommy Mottola, executivo musical estadunidense.
- 1950
  - Denise Stoklos, atriz, dramaturga e diretora teatral brasileira.
  - Mario Osbén, futebolista chileno (m. 2021).

#### 1951–2000
- 1952
  - Jeff Lindsay, escritor estadunidense.
  - Cláudia Celeste, atriz e dançarina brasileira (m. 2018).
  - Joel Silver, produtor de cinema estadunidense.
- 1953
  - Bebe Buell, modelo e cantora estadunidense.
  - Renée de Vielmond, atriz brasileira.
- 1955
  - Greg Lawler, matemático estadunidense.
  - Sándor Puhl, árbitro de futebol húngaro (m. 2021).
- 1957 — Arthur Albiston, ex-futebolista britânico.
- 1958 — Joe Keenan, roteirista, produtor de televisão e escritor estadunidense.
- 1959
  - Scott Rudin, produtor de cinema estadunidense.
  - Lahcen Ouadani, ex-futebolista marroquino.
  - Susana Martinez, política e advogada norte-americana.
- 1960
  - Angélique Kidjo, cantora beninense.
  - Kyle Gass, músico e ator estadunidense.
  - Jane Lynch, atriz e cantora estadunidense.
- 1961
  - Jackie Earle Haley, ator estadunidense.
  - Paola Ruggeri, nadadora olímpica e modelo venezuelana.
- 1962 — Domènec Torrent, ex-futebolista e treinador de futebol espanhol.
- 1963 — Rolando Maran, ex-futebolista e treinador de futebol italiano.
- 1964 — Pedro Siza Vieira, advogado e político português.
- 1965
  - Christophe Bonvin, ex-futebolista suíço.
  - Emílio de Mello, ator e diretor teatral brasileiro.
- 1966
  - Owen Coyle, ex-futebolista e treinador de futebol britânico.
  - Matthew Fox, ator estadunidense.
- 1967 — Karsten Braasch, ex-tenista alemão.
- 1969 — Fran González, ex-futebolista espanhol.
- 1970
  - Nina Siemaszko, atriz estadunidense.
  - Natalia Mishkutenok, ex-patinadora artística russa.
- 1971
  - Luigi Baricelli, ator e apresentador de televisão brasileiro.
  - Mark LoMonaco, wrestler estadunidense.
  - Howard Webb, ex-árbitro de futebol britânico.
  - Ross Rebagliati, snowboarder canadense.
  - Kenny Pires Mendes, político, professor e engenheiro canadense-brasileiro.
  - Giovanni Savarese, ex-futebolista e treinador de futebol venezuelano.
- 1972
  - Flávia Monteiro, atriz brasileira.
  - Basílio, ex-futebolista brasileiro.
  - Leonardo Alberto González, ex-futebolista venezuelano.
  - Manfred Weber, político alemão.
- 1973
  - Candela Peña, atriz espanhola.
  - Kouta Hirano, desenhista japonês.
- 1974
  - Daniela Barbosa, jogadora de hóquei brasileira (m. 2007).
  - David Mitchell, ator, comediante e apresentador estadunidense.
  - Abubakar Shekau, militante islamita nigeriano (m. 2021).
- 1975
  - Taboo, músico estadunidense.
  - Marie-Joëlle Conjungo, ex-atleta centro-africana.
  - Derlei, ex-futebolista brasileiro-português.
- 1976 — Diego Rivarola, ex-futebolista argentino.
- 1977 — Vitória, Princesa Herdeira da Suécia.
- 1978
  - AnnaGrace, cantora, produtora e compositora belga.
  - Mattias Ekström, automobilista sueco.
- 1979
  - Sergey Ignashevich, ex-futebolista e treinador de futebol russo.
  - Ariel Garcé, ex-futebolista argentino.
  - Artur Soares Dias, árbitro de futebol português.
- 1980
  - Chad Faust, ator canadense.
  - Balian Buschbaum, ex-atleta de salto com vara alemão.
- 1981
  - Potito Starace, ex-tenista italiano.
  - Khaled Aziz, ex-futebolista saudita.
- 1982 — Kim Do-Heon, futebolista sul-coreano.
- 1983
  - Igor Andreev, ex-tenista russo.
  - Murilo Becker, ex-jogador de basquete brasileiro.
- 1984
  - Erica Blasberg, golfista estadunidense (m. 2010).
  - Samir Handanovič, futebolista esloveno.
  - Nilmar, ex-futebolista brasileiro.
  - Alice Bastos Neves, jornalista brasileira.
  - Mounir El Hamdaoui, ex-futebolista marroquino.
  - Sveva Alviti, atriz e modelo italiana.
- 1985 — Phoebe Waller-Bridge, atriz e escritora britânica.
- 1986
  - Ambruse Vanzekin, ex-futebolista nigeriano.
  - Yordenis Ugás, pugilista cubano.
  - Dan Smith, cantor, compositor e produtor musical britânico.
- 1987
  - Sara Canning, atriz canadense.
  - Ryan Sweeting, ex-tenista estadunidense.
  - Raul Prata, futebolista brasileiro.
  - Dwayne Miller, futebolista jamaicano.
  - Adam Johnson, ex-futebolista britânico.
  - Dan Reynolds, cantor americano.
- 1988
  - Caiuby, futebolista brasileiro.
  - Conor McGregor, lutador irlandês de artes marciais mistas.
- 1989
  - Sakari Mattila, futebolista finlandês.
  - Georges Bokwé, futebolista camaronês.
  - Leo Russo, cantor brasileiro.
- 1990
  - Uladzimir Ignatik, tenista bielorrusso.
  - Ian Nepomniachtchi, enxadrista russo.
  - Federica Brignone, esquiadora italiana.
- 1991 — Gil do Vigor, economista, empresário e influenciador digital brasileiro.
- 1992
  - Jonas Hofmann, futebolista alemão.
  - Oscar Lewicki, futebolista sueco.
- 1995
  - Serge Gnabry, futebolista alemão.
  - Federico Mattiello, futebolista italiano.
- 1997 — Cengiz Ünder, futebolista turco.
- 1999
  - Clara Tiezzi, atriz brasileira.
  - Konstantino Atan, ator brasileiro.
- 2000
  - Maia Reficco, atriz e cantora estadunidense.
  - Rachanun Mahawan, atriz e modelo tailandesa.

## Mortes

### Anteriores ao século XIX
- 0664 — Earcomberto de Kent (n. ?).
- 1223 — Filipe II de França (n. 1165).
- 1575 — Constantino de Bragança, vice-rei da Índia Portuguesa (n. 1528).
- 1614 — Camilo de Lellis, santo católico italiano (n. 1550).
- 1651 — René de Voyer de Paulmy d'Argenson, diplomata francês (n. 1596).
- 1704 — Sofia Alekseievna da Rússia (n. 1657).
- 1800 — Lorenzo Mascheroni, matemático italiano (n. 1750).

### Século XIX
- 1808 — Laura Pulteney, 1.ª Condessa de Bath (n. 1766).
- 1843 — Miguel Ricardo de Álava, general e estadista espanhol (n. 1770).
- 1861 — Nathan Appleton, comerciante e político estadunidense (n. 1779).

### Século XX
- 1904 — Paul Kruger, político sul-africano (n. 1824).
- 1939 — Alphonse Mucha, pintor tcheco (n. 1860).
- 1954 — Jacinto Benavente, escritor e dramaturgo espanhol (n. 1866).
- 1958 — Aída Jacob Curi, estudante brasileira (n. 1939).
- 1964 — Axel da Dinamarca (n. 1888).
- 1971 — Ermilo Abreu Gómez, escritor mexicano (n. 1894).
- 1878 — Charles Clyde Ebbets, fotógrafo estadunidense (n. 1905).
- 1979 — Santos Urdinarán, futebolista uruguaio (n. 1900).
- 1984 — Léon Mart, futebolista luxemburguês (n. 1914).
- 1990 — Walter Sedlmayr, ator alemão (n. 1926).
- 1993 — Leo Ferré, poeta e músico monegasco (n. 1916).
- 1994 — Américo Montanarini, jogador de basquete brasileiro (n. 1917).
- 1996
  - Jeff Krosnoff, automobilista estadunidense (n. 1964).
  - Afrânio Riul, futebolista e treinador de futebol brasileiro (n. 1949).
- 1998 — Nguyen Ngoc Loan, militar e político vietnamita (n. 1930).
- 1999 — Władysław Hasior, pintor, cenógrafo e escultor polonês (n. 1928).

### Século XXI
- 2002
  - Joaquín Balaguer, político dominicano (n. 1906).
  - Fritz Glatz, automobilista austríaco (n. 1943).
- 2004
  - Germano de Figueiredo, futebolista português (n. 1932).
  - Ronaldo Viola, cantor e compositor brasileiro (n. 1962).
- 2005 — Tilly Fleischer, atleta alemã (n. 1911).
- 2010
  - Fábio Pillar, ator e diretor brasileiro (n. 1960).
  - Charles Mackerras, maestro australiano (n. 1925).
- 2014
  - Vange Leonel, cantora, compositora e escritora brasileira (n. 1963).
  - Horacio Troche, futebolista e treinador de futebol uruguaio (n. 1935).
- 2016
  - Péter Esterházy, escritor húngaro (n. 1950).
  - Atilio López, futebolista paraguaio (n. 1925).
- 2018 — Theo-Ben Gurirab, político namibiano (n. 1938).
- 2022 — Ivana Trump, modelo e empresária estadunidense (n. 1949).
- 2024 — Sergio Cabral, jornalista, escritor e compositor brasileiro (n. 1937).
- 2025 — Fauja Singh, maratonista indiano (n. 1911).

## Feriados e eventos cíclicos

### Internacional
- Dia Mundial do Hospital.
- Dia Internacional das Pessoas Não Binárias.
- Dia da Bastilha - França.
- Último dia das Festas de São Firmino, em Pamplona, Espanha.

### Brasil
- Dia da Liberdade de Pensamento.
- Dia do Propagandista de Laboratório.
- Dia do Engenheiro de Aquicultura.
- Aniversário da cidade de Campinas - São Paulo.
- Aniversário da cidade de Teixeira Soares - Paraná.

### Cristianismo
- Adeodato de Cantuária
- Camilo de Lellis
- Francisco Solano
- Héraclas de Alexandria
- Kateri Tekakwitha
- Shenoute

## Outros calendários
- No calendário romano era o dia da véspera dos idos de julho.
- No calendário litúrgico tem a letra dominical F para o dia da semana.
- No calendário gregoriano a epacta do dia é xiii.